# 奥新川站
奥新川站（日语：／ Oku-Nikkawa eki */?）位于宫城县仙台市青叶区新川字岳山，是东日本旅客铁道（JR東日本）管辖的鐵路車站。

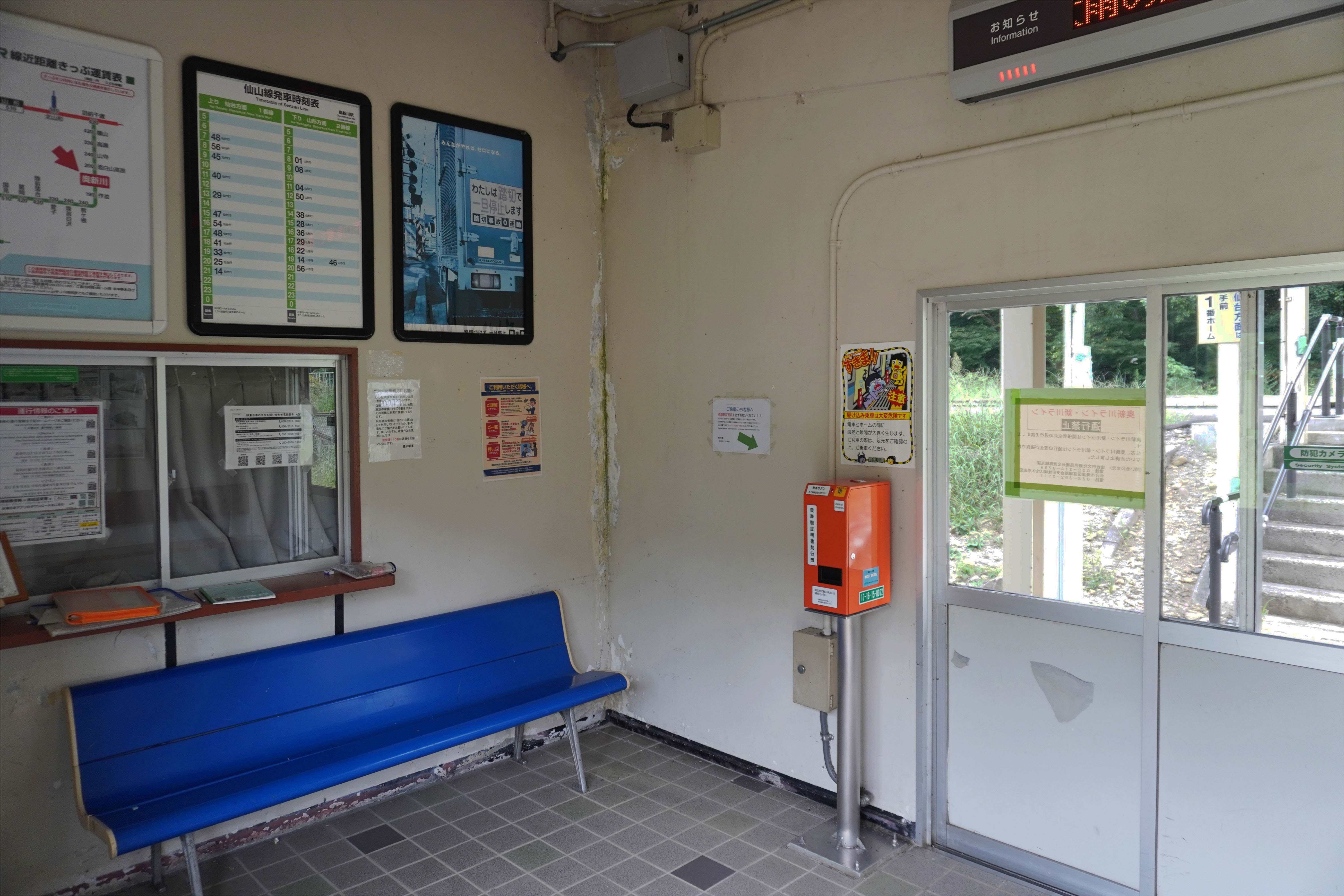
車站內部(2023年9月)

## 车站结构

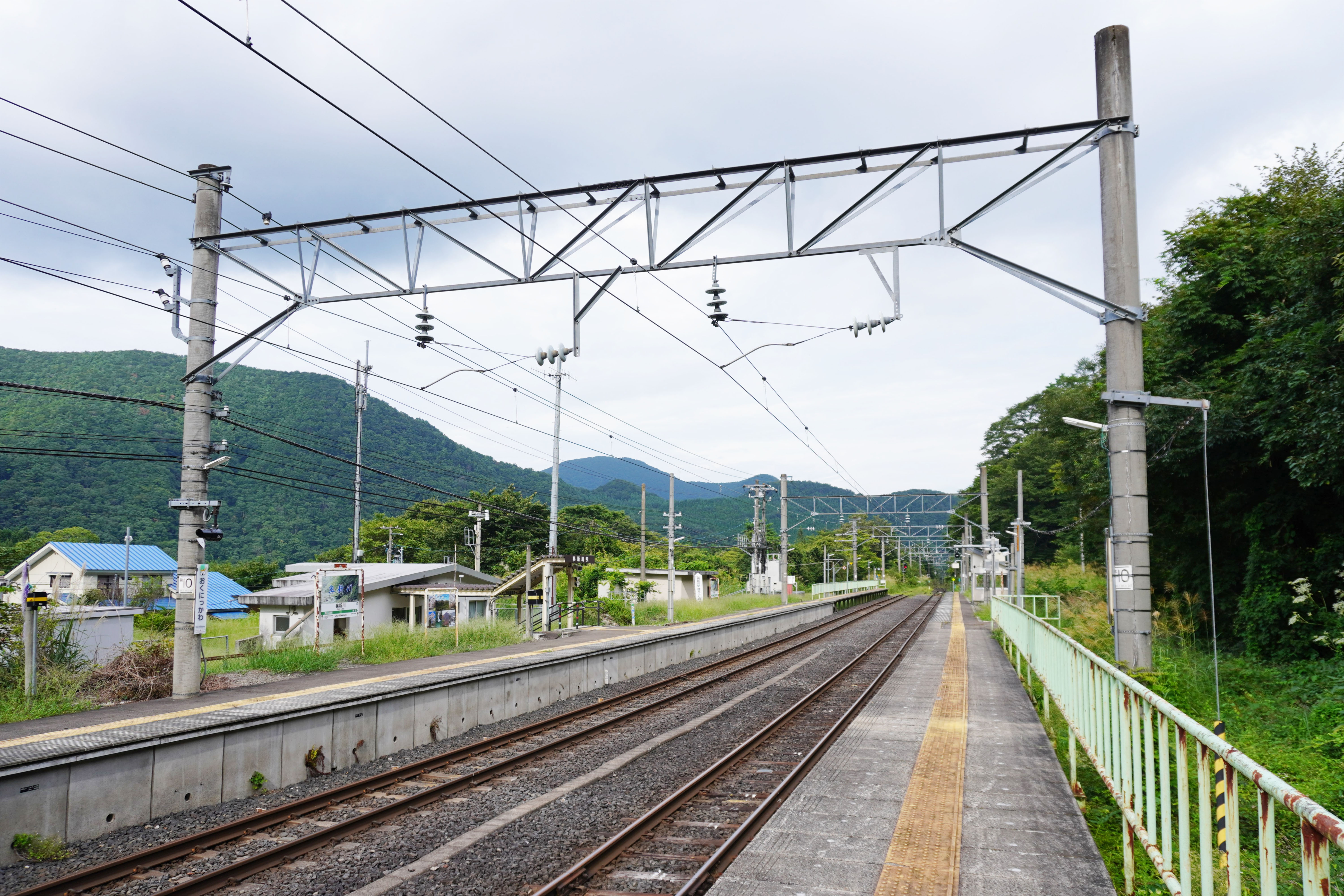
月台(2023年9月)

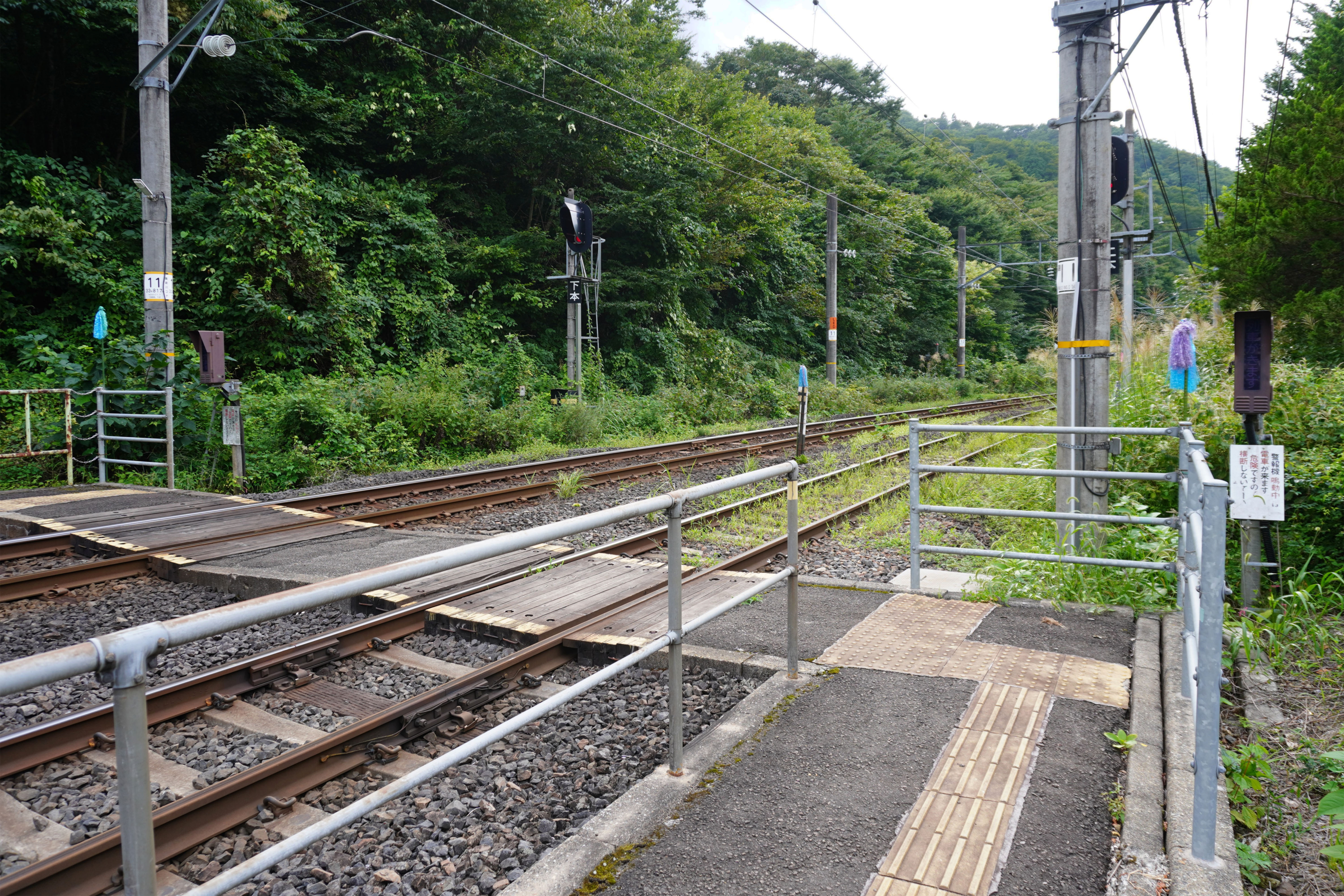
平交道(2023年9月)

本站為侧式站台2台2线的地面车站，也是由爱子站管理的无人站。站台间通过道口连接。在JR特定都区市内制度下，“仙台市内”站是宫城县最西的车站。

### 站台配置
| 站台 | 路线    | 方向 | 目的地   |
| ---- | ------- | ---- | -------- |
| 1    | ■仙山线 | 上行 | 仙台方向 |
| 2    | ■仙山线 | 下行 | 山形方向 |

## 相邻车站
東日本旅客铁道（JR東日本）
□快速
通过
■普通
作並－奥新川－面白山高原